# Borgo d'Ale
Borgo d'Ale é uma comuna italiana da região do Piemonte, província de Vercelli, com cerca de 2.565 habitantes. Estende-se por uma área de 39 km², tendo uma densidade populacional de 66 hab/km². Faz fronteira com Alice Castello, Azeglio (TO), Bianzè, Borgomasino (TO), Cossano Canavese (TO), Maglione (TO), Moncrivello, Settimo Rottaro (TO), Tronzano Vercellese, Viverone (BI).

## Demografia
| Variação demográfica do município entre 1861 e 2011                               |
|                                                                                   |
| Fonte: Istituto Nazionale di Statistica (ISTAT) - Elaboração gráfica da Wikipedia |